# Indalecio Chenaut
Indalecio Chenaut (Ciudad de Mendoza, 19 de mayo de 1805 - Buenos Aires, noviembre de  1871) fue un militar argentino que participó en la Guerra del Brasil y en las guerras civiles argentinas, en el bando del Partido Unitario.

## Biografía
Josef Bernardino Indalecio Chenaut, bautizado en la ciudad de Mendoza, el 21 de mayo de 1805, era descendiente de una vieja familia francesa, de la zona de Champagne, instalada en Ceuta, España hacia 1730. Indalecio Chenaut era nieto del ceutí, emigrado a Argentina: Guillermo Chenaut Pombo; y era hijo de los mendocinos: don Juan Nepomuceno Chenaut de Iturralde (1770-1806) y de doña María Josefa Moyano y Godoy.

A los 18 años se enroló en el ejército para la Guerra del Brasil y participó en las batallas de Bacacay e Ituzaingó, a las órdenes de Juan Lavalle.

Siguió a Lavalle en su revolución de diciembre de 1828 y en la guerra contra Juan Manuel de Rosas, combatiendo en la batalla de Navarro y en la de Puente de Márquez. Derrotado Lavalle, en 1830 se incorporó a las fuerzas del general Paz y participó en la batalla de Oncativo. Participó en la invasión unitaria a Cuyo. En una oportunidad, estando en San Juan, le negó el ascenso al entonces teniente Domingo Faustino Sarmiento.
Combatió contra Facundo Quiroga en la batalla de Rodeo de Chacón, en la que sus tropas se pasaron al ejército federal debido a la crueldad con que las había tratado, en la de La Ciudadela, donde a órdenes de Lamadrid, los unitarios fueron derrotados definitivamente. Fue arrestado por Quiroga y enviado a Buenos Aires.
Recuperó la libertad en 1833, emigrando a Brasil, pero ese mismo año volvió a Buenos Aires, en apoyo al gobernador Juan Ramón Balcarce.
Durante el segundo gobierno de Rosas se exilió en Montevideo. En 1839 acompañó a Lavalle en su campaña contra Rosas, a través de Corrientes y Entre Ríos. En lugar de pasar a la provincia de Buenos Aires con su jefe, se incorporó a las fuerzas del general Paz y regresó a Corrientes, donde ejerció como jefe de Estado Mayor del tercer ejército correntino contra Rosas. Participó en la batalla de Caaguazú y en su invasión de Entre Ríos.

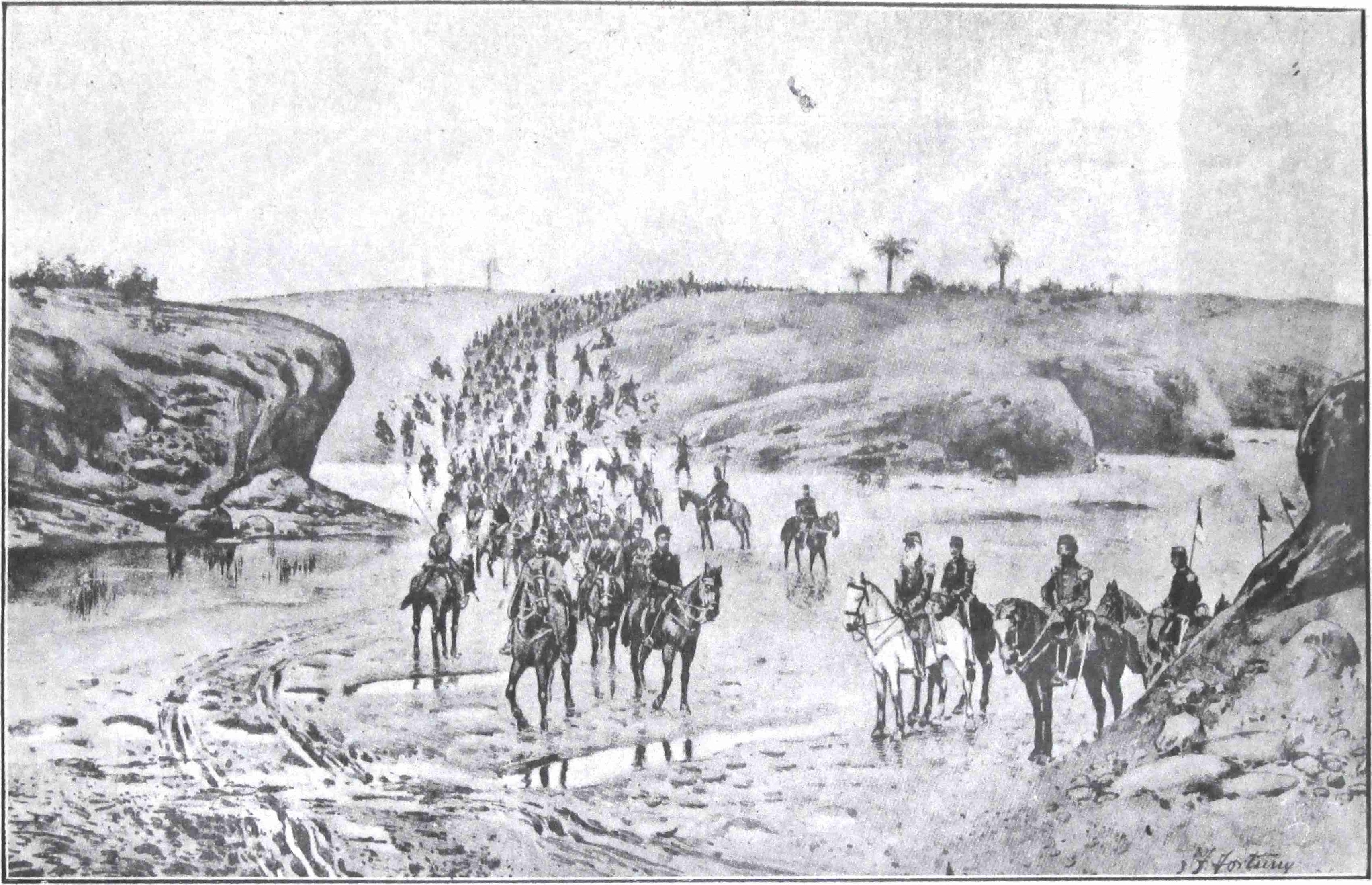
Pasaje del Ayuí por el Paso de la Patria, provincia de Corrientes, del primer cuerpo argentino. El 13 de agosto de 1865 el ejército atravesó el profundo zanjón o arroyo seco, el cual era sumamente pintoresco, por sus elevadas y caprichosas barrancas. — El general Paunero y el coronel Chenaut presencian el desfile, acompañados de algunos oficiales y del Doctor José M. Guastavino, Auditor de guerra.

Durante el sitio de Montevideo fue el jefe del estado mayor del general Paz, mientras éste fue comandante de las tropas sitiadas. Con él volvió también a Corrientes, donde nuevamente fue el jefe del estado mayor del cuarto ejército correntino contra Rosas. Abandonó esa provincia tras la fracasada revolución de Paz contra Joaquín Madariaga.
Se unió al Ejército Grande como edecán del general Justo José de Urquiza y participó en la batalla de Caseros.
Fue diputado al Congreso por la provincia de Mendoza entre 1854 y 1858 y a la Convención Reformadora de la Constitución en 1860.
Tuvo una actuación notable en la guerra del Paraguay como jefe del Estado Mayor del Ejército, destacándose en la campaña de Corrientes, en la organización del cruce del Paraná y en las batallas de Estero Bellaco y Tuyutí. Fue ascendido al grado de general por el presidente Sarmiento, no sin antes recordarle la vieja historia del ascenso denegado.
Falleció el 30 de noviembre de 1871 en Buenos Aires, y fue inhumado en el Cementerio de la Recoleta.
Una localidad del partido de Exaltación de la Cruz, en la provincia de Buenos Aires, y una corta avenida en la ciudad de Buenos Aires recuerdan en sus nombres al general Chenaut.